# Lhásza-Gonkar repülőtér
A Lhásza-Gonkar repülőtér (拉萨贡嘎机场) (IATA: LXA, ICAO: ZULS) a Kínai Népköztársaság Tibeti Autonóm Terület székhelyének, Lhászának a nemzetközi repülőtere. A várostól 45 km-re dél-délnyugatra helyezkedik el, a Yarlung Zangbo folyó (Indiában Brahmaputra) jobb (déli) partján.

## Leírása
A Lhásza-Gonkar repülőtér több adata különleges. 3570 méteres tengerszint feletti magasságával talán a legmagasabban fekvő repülőtér. Futópályája szokatlanul hosszú, 4000 méteres, ennek oka, hogy ebben a magasságban ritkább a levegő, emiatt kisebb a repülőgép szárnyára ható felhajtóerő - a leszálló repülőgépnek tehát nagyobb sebességet kell tartania, mint ha a repülőtér alacsonyabban lenne - továbbá a leszállás után a repülőgépre kisebb légellenállás hat, ezért hosszabb kifutási útra van szüksége, mire meg tud állni. A leszálláshoz a kerekek fékezése mellett a sugárfordítót is alkalmazzák (ha az rendelkezésre áll). Megfelelő hosszúsága miatt a legnagyobb gépek is (pl. Boeing 747) le tudnak itt szállni.
Felszálláskor a ritkább levegő miatt nagyobb sebességre kell a gépnek gyorsulnia, hogy kellő mértékű felhajtóerő keletkezzen a levegőben maradáshoz, ehhez szintén hosszabb út, azaz hosszabb kifutópálya szükséges.
A nagy tengerszint feletti magasság miatt az ide érkezőknek  magassági betegség elviselésére kell felkészülniük.

## Története
Működését 1956 márciusában kezdte meg, amikor az első járatok megindultak Peking és Chengdu felé. 2004-ben kibővítették a meglévő terminált.

## Légitársaságok és úticélok
2024-ben a Lhásza-Gonkar repülőtérről az alábbi járatok indulnak:
| Légitársaság            | Célállomások |
| ----------------------- | --- |
| Air China               | Beijing–Capital, Chengdu–Shuangliu, Chengdu–Tianfu, Chongqing, Hongyuan, Kathmandu, Shigatse–Tingri |
| Chengdu Airlines        | Chengdu–Shuangliu, Chengdu–Tianfu, Fuzhou, Wuhan, Zhengzhou |
| China Eastern Airlines  | Changsha, Chengdu–Tianfu, Diqing, Guangzhou, Hohhot, Huai'an, Kunming, Lianyungang, Shanghai–Pudong, Xi'an |
| China Southern Airlines | Chongqing, Guangzhou |
| Chongqing Airlines      | Chongqing |
| Himalaya Airlines       | Kathmandu |
| Lucky Air               | Chengdu–Tianfu, Mianyang, Zhengzhou |
| Sichuan Airlines        | Chengdu–Shuangliu, Chengdu–Tianfu, Chongqing, Hangzhou, Kathmandu, Kunming, Lijiang, Mianyang, Ürümqi, Xi'an, Xining |
| Tibet Airlines          | Beijing–Capital, Changsha, Chengdu–Shuangliu, Chongqing, Dazhou, Guangyuan, Guiyang, Hangzhou, Jinan, Kunming, Lanzhou, Linyi, Luzhou, Mianyang, Nanchong, Nanjing, Ngari, Qamdo, Qingdao, Shanghai–Hongqiao, Shenzhen, Shijiazhuang (kezdődik 2024. május 1.), Taiyuan, Tianjin, Wenzhou, Wuhan, Xi'an, Xining, Xuzhou, Yibin, Zhengzhou |
| West Air                | Chongqing, Golmud, Hefei, Luzhou, Wanzhou, Zhengzhou |
| XiamenAir               | Chongqing, Fuzhou, Xiamen |

## Forgalom
Az utasforgalom az elmúlt években az alábbi módon változott:
| Utasok száma | 489 534 | 656 394 | 1 043 051 | 1 121 613 | 1 581 538 | 2 563 204 | 3 339 429 | 4 353 948 | 4 133 192 | 2 583 646 |
|              | 2000    | 2002    | 2006      | 2009      | 2011      | 2014      | 2016      | 2018      | 2020      | 2022      |

## Fordítás
- Ez a szócikk részben vagy egészben  a   Lhasa Gonggar Airport című angol Wikipédia-szócikk ezen változatának fordításán alapul.  Az eredeti cikk szerkesztőit annak laptörténete sorolja fel. Ez a jelzés csupán a megfogalmazás eredetét és a szerzői jogokat jelzi, nem szolgál a cikkben szereplő információk forrásmegjelöléseként.